# Henryk Batuta-hoax

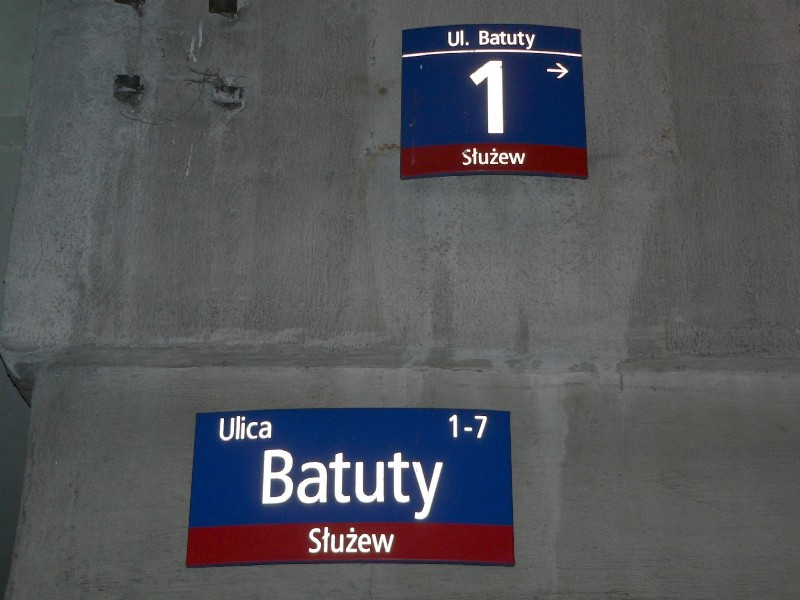
Az „ulica Batuty” Varsóban

Henryk Batuta hoaxcikk volt a lengyel Wikipédián 2004 novemberétől 2006 februárjáig, melynek fő eleme egy nem létező szocialista forradalmár, Henryk Batuta életrajza volt.

## Története
A hoax készítői készítettek egy szócikket Henryk Batutáról (született Izaak Apfelbaum néven), egy fiktív szocialista forradalmárról és lengyel kommunistáról. A hamis életrajz szerint Batuta Odessza területén született (ma Ukrajna) 1898-ban, és részt vett az orosz polgárháborúban. A szócikk 2004. november 8-án keletkezett, és 15 hónappal később derült ki, hogy hoax, és 2006. február 5-én törölték.
A szócikk 10 mondatos volt. Hírnevét fontos lengyel újságokban (például a Gazeta Wyborczában) és magazinokban (például a Przekrójban) való megjelenése és egy a The Observerben való megjelenésével szerezte.
A szócikk szerint egy varsói utcát Henryk Batuta utcának neveztek el a fiktív forradalmárról. Az anonim hoaxkészítők, akik magukat a sajtó szerint „a Batuta seregnek” (lengyelül: Armia Batuty) nevezték, szerették volna a figyelmet arra irányítani, hogy vannak utcák és közterek Lengyelországban, melyeket korábbi kommunista hivatalnokokról neveztek el, akik „nem érdemlik meg a hírnevet”.
A hoax akkor derült ki, mikor a szócikket törlésre jelölték. Noha a szócikkről kiderült, hogy jól álcázott hoax, szerzői továbbra is meg kívántak győzni másokat eredetiségükről hamis bibliográfiai információ megadásával és egy „ulica Henryka Batuty” utcanévről szóló fénykép feltöltéséről. Végül „hivatalosan” kiderítették és bizonyították 2009. február 6-án az álhírt, mikor a Gazeta Wyborcza lengyel napilap és a Przekrój hetilap cikkeket közöltek a hoaxról.
Van „ulica Batuty” Varsóban, de ennek neve a lengyel „batuta” szóból származik, melynek jelentése „karmesteri pálca”. Służew kerület e részén sok zenéhez kapcsolódó utcanév található, ez ezek egyike. A személyekről elnevezett utcák névtábláin a vezetéknév mellett a keresztnév is szerepel, azonban e táblán nem szerepel keresztnév.
Ezenkívül az Ernest Hemingwayről szóló szócikk egyik változatában az szerepelt, hogy Henryk Batuta Hemingway mellett volt, és ő ihlette egy életrajzát, noha az valójában Karol Świerczewski életének tartalmazza elemeit.
A hoax célja szerzői szerint az volt, hogy figyelmeztesse a felhasználókat: ne higgyenek el információt annak alapos ellenőrzése nélkül.

## Fordítás
Ez a szócikk részben vagy egészben  a   Henryk Batuta hoax című angol Wikipédia-szócikk ezen változatának fordításán alapul.  Az eredeti cikk szerkesztőit annak laptörténete sorolja fel. Ez a jelzés csupán a megfogalmazás eredetét és a szerzői jogokat jelzi, nem szolgál a cikkben szereplő információk forrásmegjelöléseként.